# Glacier Kjerulf
Pour les articles homonymes, voir Kjerulf.
Le glacier Kjerulf, en anglais Kjerulf Glacier, en norvégien Kjerulfbreen, est un glacier de 13 km de long situé sur la côte méridionale de la Géorgie du Sud. Il s'étend vers l'ouest depuis le mont Sugartop jusqu'au côté est de la baie de Newark (en).
Cartographié en 1927-1928 par le géologue norvégien Olaf Holtedahl, le glacier est nommé en l'honneur du géologue norvégien Theodor Kjerulf (en) (1825–1888).